# Mesangiospermae
— non classé —
Les Mésangiospermes (Mesangiospermae) forment un groupe de plantes à fleurs (Angiospermes). Les Mésangiospermes contiennent 99,95 % des Angiospermes, sachant qu'il y a 175 espèces hors de ce groupe et à peu près 350.000 qui sont dedans.
Les groupes d'Angiospermes en dehors des Mésangiospermes sont les ordres Amborellales, Nymphaeales et Austrobaileyales. Ils sont dénommés Angiospermes basales et constituent un groupe paraphylétique.

## Classification

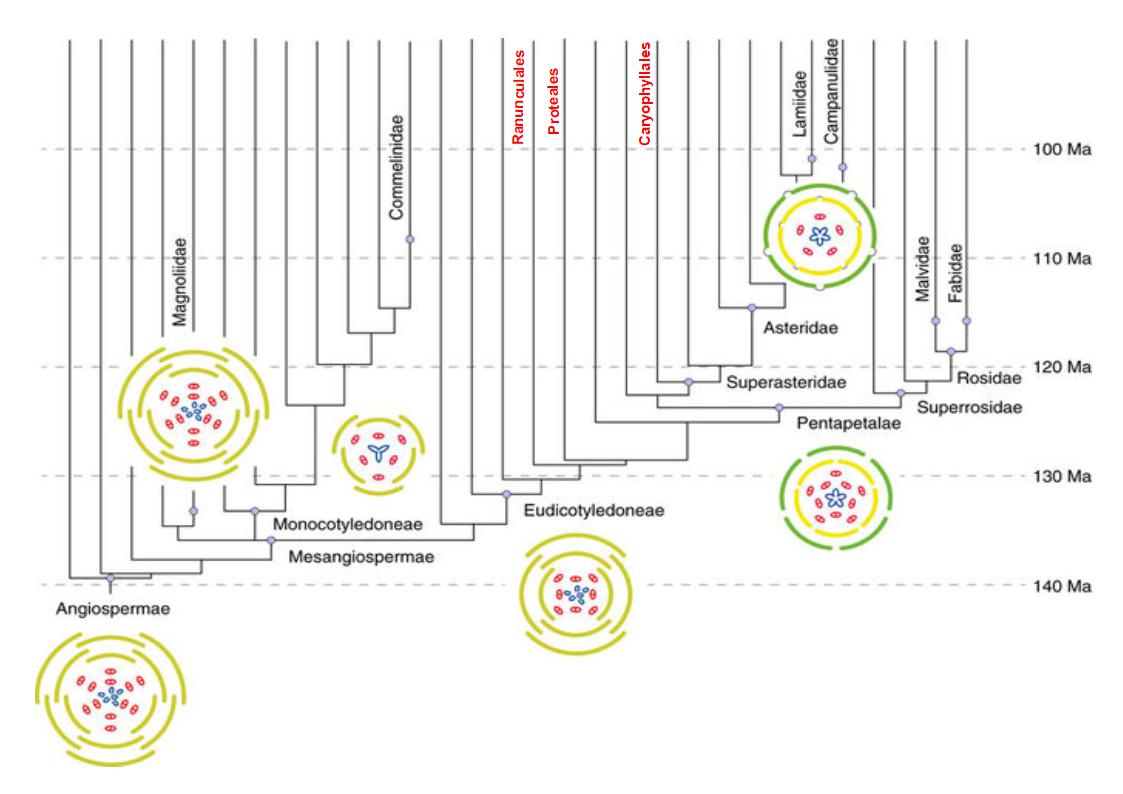
Évolution florale représentée par les diagrammes floraux.

Selon classification phylogénétique APG III (2009), la composition et l'emplacement des Mésangiospermes sur l'arbre phylogénétique du vivant sont détaillés par le cladogramme suivant :
- clade des Angiospermes (Angiospermae, en anglais « angiosperms »)
  - Amborellales
  - 
    - Nymphaeales
    - 
      - Austrobaileyales
      - groupe des Mésangiospermes (Mesangiospermae, en anglais « mesangiosperms »)
        - 
          - Chloranthales
          - clade des Magnoliidées (Magnoliidae, en anglais « magnoliids »)

        - 
          - clade des Monocotylédones (en anglais « monocotyledons » ou « monocots »)
          - 
            - Ceratophyllales
            - clade des Eudicotylédones ou Dicotylédones vraies (en anglais « eudicots » ou « eudicotyledons »)

Remarque :
- La classification phylogénétique APG III (2009)[1] envisage de créer un clade intermédiaire et frère des Dicotylédones vraies afin d'y inclure l'ordre des Ceratophyllales.

## Liste des ordres
Selon NCBI (4 mars 2019) :
- classe des Liliopsida
- ordre des Buxales Takht. ex Reveal, 1995
- ordre des Ceratophyllales
- ordre des Chloranthales
- ordre des Proteales
- ordre des Ranunculales
- ordre des Trochodendrales Takht. ex Cronquist, 1981
- non-classé Magnoliidae Novak ex Takht., 1967
  - ordre des Canellales
  - ordre des Laurales Juss. ex Bercht. & J.Presl, 1820
  - ordre des Magnoliales
  - ordre des Piperales Bercht. & J.Presl, 1820

Selon NCBI (4 mars 2019) :
- ordre des Acorales Mart., 1835
- ordre des Alismatales R.Br. ex Bercht. & J.Presl, 1820
- ordre des Apiales Nakai, 1930
- ordre des Aquifoliales Senft, 1856
- ordre des Arecales Bromhead, 1840
- ordre des Asparagales Link, 1829
- ordre des Asterales Link, 1829
- ordre des Berberidopsidales Doweld, 2001
- ordre des Boraginales Juss. ex Bercht. & J.Presl, 1820
- ordre des Brassicales
- ordre des Bruniales Dumort., 1829
- ordre des Buxales Takht. ex Reveal, 1995
- ordre des Canellales
- ordre des Caryophyllales Juss. ex Bercht. & J.Presl, 1820
- ordre des Celastrales Link, 1829
- ordre des Ceratophyllales
- ordre des Chloranthales
- ordre des Commelinales Mirb. ex Bercht.& J.Presl, 1820
- ordre des Cornales Link, 1829
- ordre des Crossosomatales Takht. ex Reveal, 1993
- ordre des Cucurbitales Juss. ex Bercht. & J.Presl, 1820
- ordre des Dilleniales DC. ex Bercht. & J.Presl, 1820
- ordre des Dioscoreales Burmanniales Mart., 1835
- ordre des Dipsacales Juss. ex Bercht. & J.Presl, 1820
- ordre des Ericales Bercht. & J.Presl, 1820
- ordre des Escalloniales Link, 1829
- ordre des Fabales
- ordre des Fagales Casuarinales Bercht. & J. Presl, 1820
- ordre des Garryales Mart., 1835
- ordre des Gentianales
- ordre des Geraniales
- ordre des Gunnerales Takht. ex Reveal, 1992
- ordre des Huerteales Doweld
- ordre des Icacinales Tiegh. ex Tiegh., 1993
- ordre des Lamiales
- ordre des Laurales Juss. ex Bercht. & J.Presl, 1820
- ordre des Liliales Perleb, 1826
- ordre des Magnoliales
- ordre des Malpighiales
- ordre des Malvales
- ordre des Metteniusales Takht., 1997
- ordre des Myrtales Juss. ex Bercht. & J.Presl, 1820
- ordre des Oxalidales
- ordre des Pandanales
- ordre des Paracryphiales Takht. ex Reveal, 1992
- ordre des Petrosaviales Takhtajan
- ordre des Picramniales Hutchinson
- ordre des Piperales Bercht. & J.Presl, 1820
- ordre des Poales
- ordre des Proteales
- ordre des Ranunculales
- ordre des Rosales Bercht. & J.Presl, 1820
- ordre des Santalales
- ordre des Sapindales
- ordre des Saxifragales
- ordre des Solanales
- ordre des Trochodendrales Takht. ex Cronquist, 1981
- ordre des Vahliales Doweld, 2001
- ordre des Vitales
- ordre des Zingiberales
- ordre des Zygophyllales Link, 1829